# Einmannbunker Wesseling
Der Einmannbunker Wesseling steht in Wesseling, Nordrhein-Westfalen, im Rheinpark am Leinpfad.
Der Bunker, auch Splitterschutzzelle  (SSZ), Beobachtungsbunker, Brandwachenhaus oder Postenhäuschen genannt, steht nur wenige Meter vom Rhein entfernt am Ufer. Der 1942 erbaute Betonkegel bot zur Zeit des Zweiten Weltkrieges Menschen Schutz vor Granat- und Bombensplittern. 
In Wesseling gab es mehrere dieser wohl kleinsten Bunker der Welt. Nur dieser eine ist dort noch erhalten und wurde als Mahnmal am 9. Januar 2014 unter Nr. 110 in die Liste der Baudenkmäler in Wesseling eingetragen.
Vor dem Denkmal ist eine Infoplakette angebracht. Ihr Text: Dieser Kleinbunker diente im Zweiten Weltkrieg dem temporären Schutz bei Überraschungsangriffen.  Als behelfsmäßiger Schutzraum war er an dieser Stelle den Schiffern eine Zuflucht. Aus Beton gegossen und fest verankert auf einer Betonplatte hielt er den Erschütterungen und dem Luftdruck durch einschlagende Bomben statt [sic!]. Die schwere Tür sicherte die Einstiegsluke und die Sehschlitze erlaubten die Beobachtung der gefährlichen Lage. Bei einem Angriff im Jahre 1944 rettete sich der Schiffsführer des Frachtschiffes „Mainkette“ in diesen Einmannbunker und überlebte  -  Verein für Orts- und Heimatkunder Wesseling e.V.

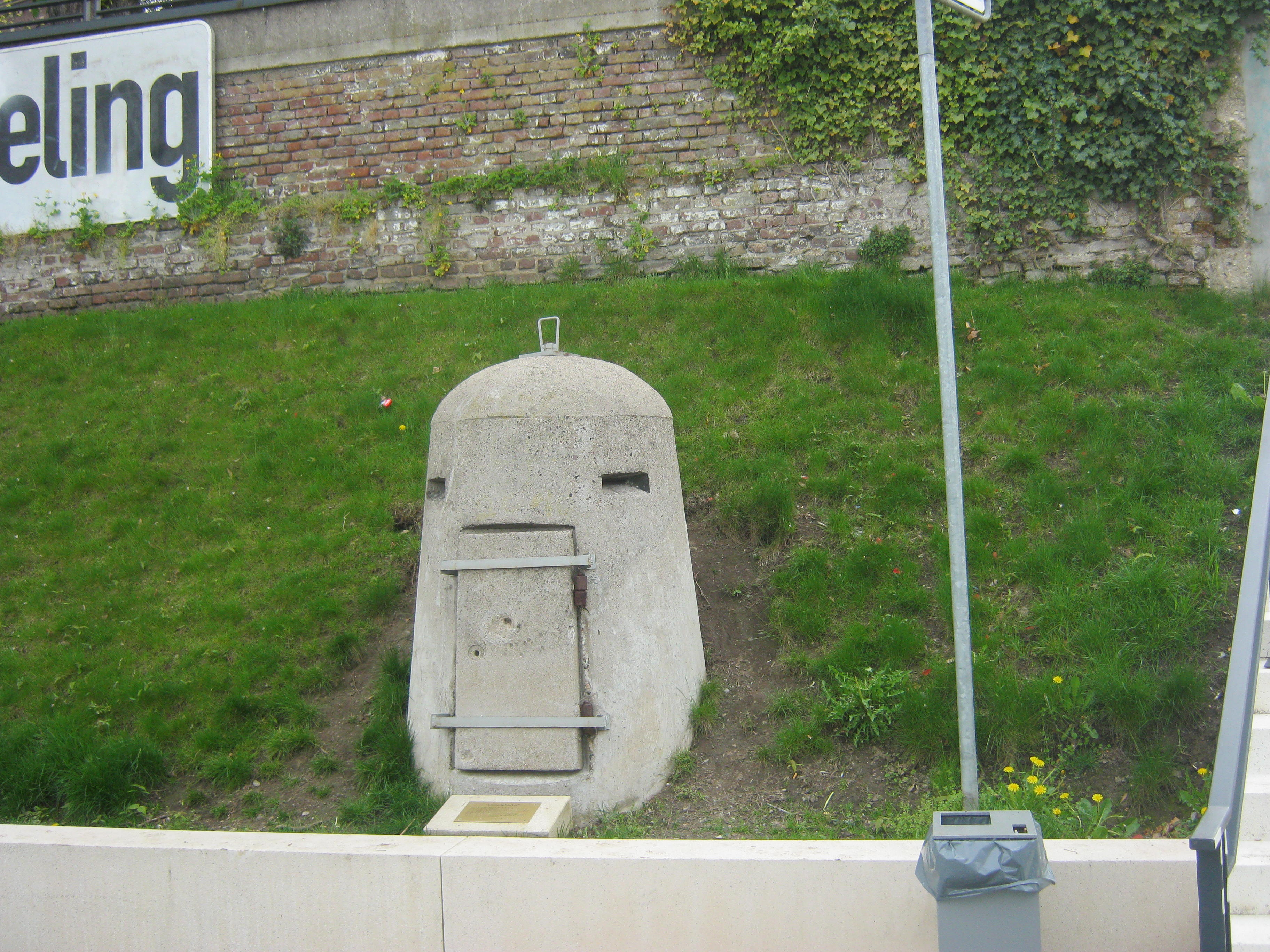
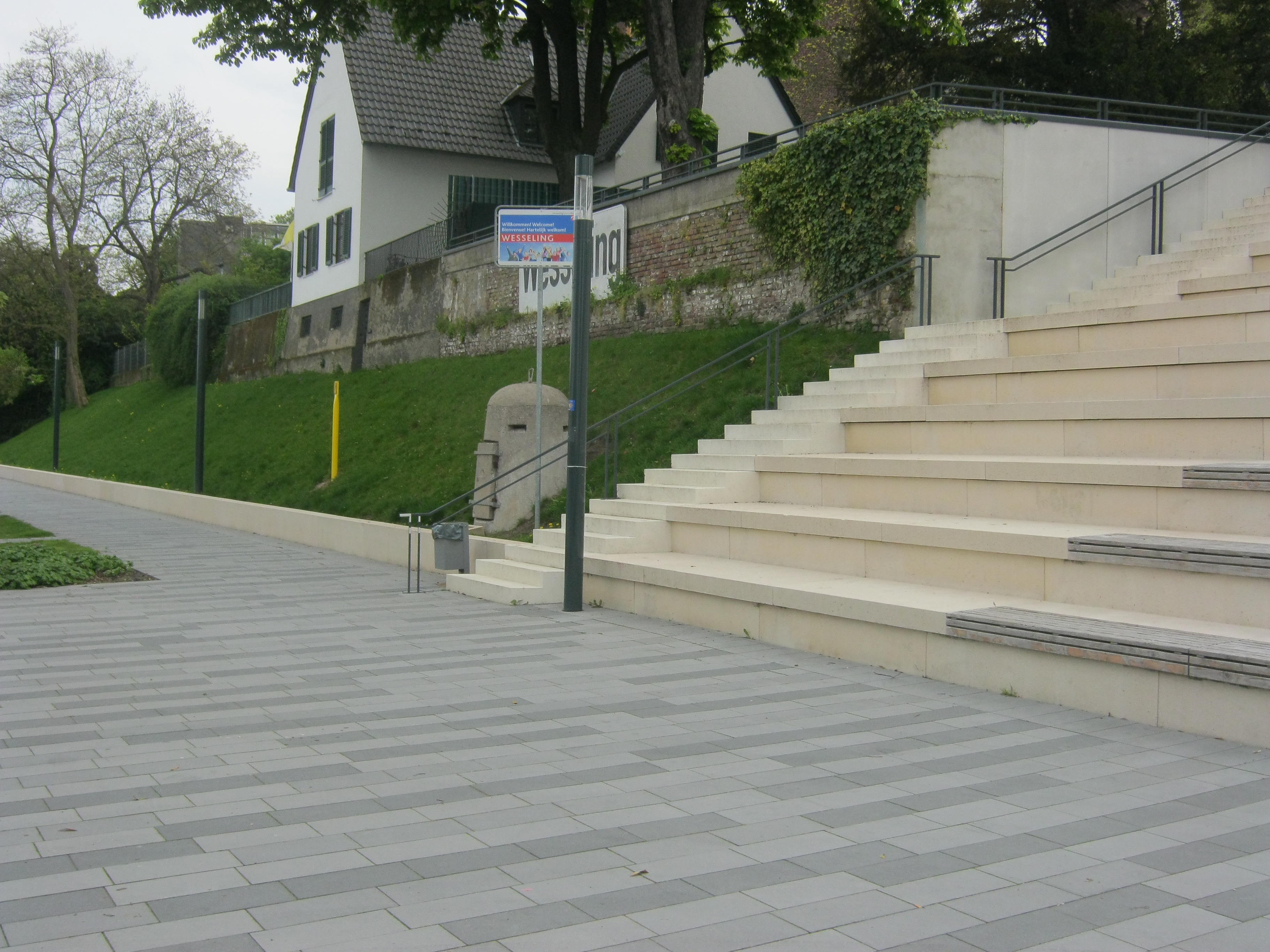
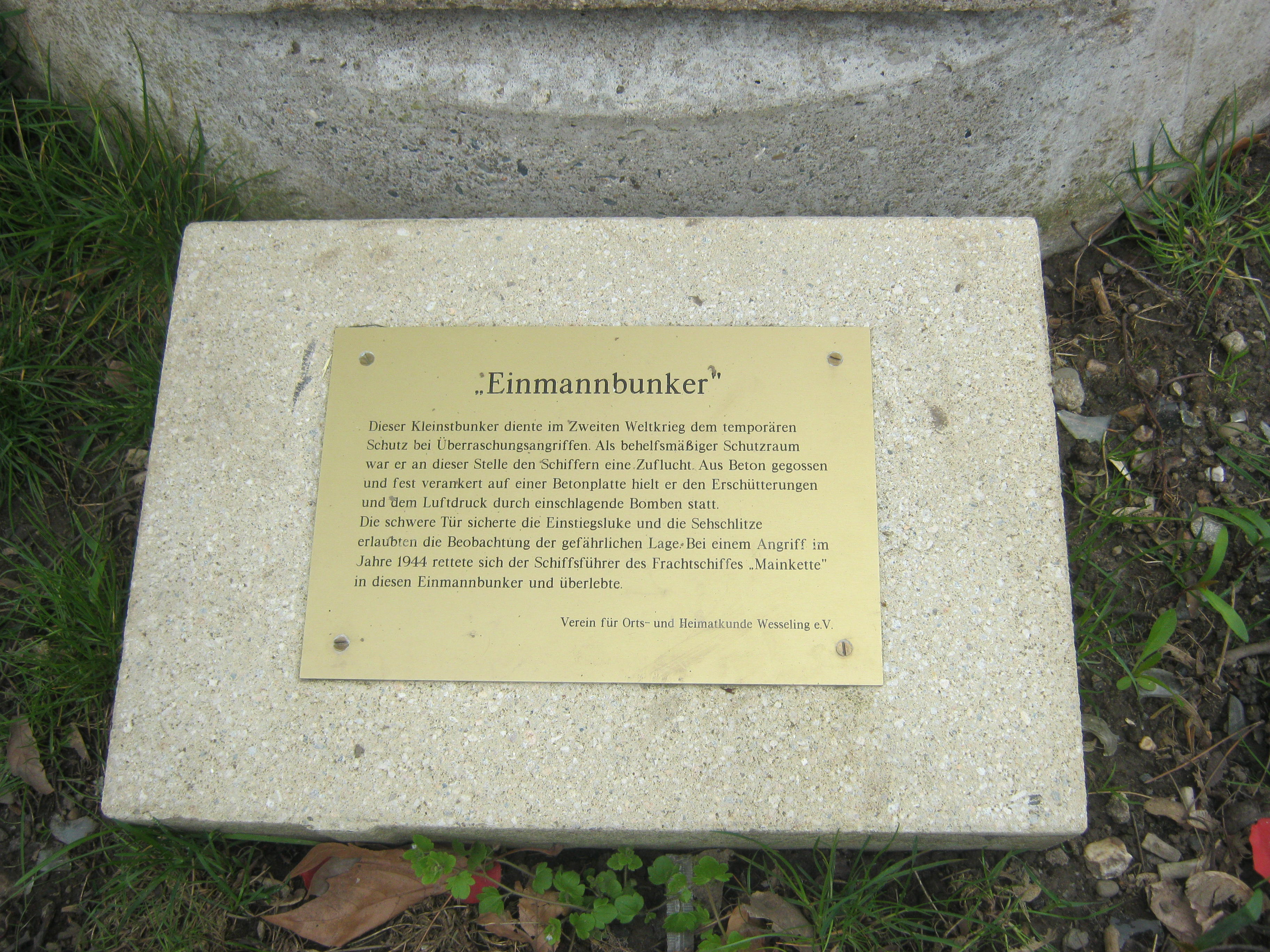